# Loka 2
Jezero Loka 2 površine oko 2,8 hektara, kojim gospodari ŠRK "Ivan Generalić" Sigetec nalazi se u Koprivničko-križevačkoj županiji u južnom dijelu naselja Sigetec.

## Opis
Jezero je udaljeno od samog centra naselja Sigetec južno oko 1 km. Jezero Loka 2 je produbljeno staro korito potoka Gliboki nastalo iskopom šljunka i pijeska. Jezero se opskrbljuje vodom podzemno iz rijeke Drave i potoka Gliboki. Oko jezera iza rijetkog raslinja i šikare su poljoprivredne površine, livade i šumarci.  Uz obalu ima trske, rogoza, šaša i drugog močvarnog bilja. Dno jezera je šljunkovito i muljevito, većim dijelom pod vodenom travom i trulim lišćem. Na južnoj zapuštenijoj strani u vodi ima i potopljenih stabala. Voda nije neke veće bistrine ali se ne može reći da je mutna. Istočna obala je uređenija za ribolov, a okolo jezera ima više desetaka ribičkih mjesta.
Jezero se poribljava i bogato je nekim uobičajenim ribljim vrstama za ovo područje: posebno šaran (divlji/vretenasti i ribnjački/bezljuskaš), amur, obični grgeč, tolstolobik (bijeli/sivi glavaš), smuđ?, som?, štuka, linjak i ostala sitnija riba (unesene-alohtone invazivne vrste patuljasti som-američki som i sunčanica i koje obitavaju u ovom području -autohtone vrste crvenperka, žutooka-bodorka, bjelica-uklija i dr.). Na jezeru je zabranjena uporaba čamaca.

## Galerija
- Loka 2 jezero
- Loka 2 jezero
- Loka 2 jezero
- Loka 2 jezero